# Ateński Uniwersytet Rolniczy
Ateński Uniwersytet Rolniczy (gr. Γεωπονικό Πανεπιστήμιο Αθηνών) – grecka publiczna uczelnia rolnicza.
Uczelnia została założona w 1920 roku jako Ateńska Wyższa Szkoła Rolnicza, była wówczas trzecią wyższą uczelnią w Grecji (po Uniwersytecie Ateńskim i Politechnice Ateńskiej. W 1989 roku uczelnia zyskała status uniwersytetu.

## Struktura organizacyjna
W skład uczelni wchodzą następujące jednostki organizacyjne:
- Wydział Ekonomii Rolnictwa i Rozwoju Obszarów Wiejskich
- Wydział Nauk o Żywności i Technologii Żywności
- Wydział Zarządzania Zasobami Naturalnymi i Inżynierii Rolnictwa
- Zakład Biotechnologii Rolniczej
- Zakład Nauk o Zwierzętach i Akwakultury
- Zakład Nauk o Uprawach
- Zakład Nauk Ścisłych